# Blue Dragon
Blue Dragon (Blue Dragon-ブルードラゴン-?) är ett japanskt datorrollspel till Xbox 360, utvecklat av spelföretaget Mistwalker och utgivet av Microsoft Game Studios. Handlingen är skriven av Final Fantasy-serie skaparen Hironobu Sakaguchi och karaktärsdesignen gjordes av Akira Toriyama, skaparen av Dragon Ball. Nobuo Uematsu komponerade musiken.
Blue Dragon släpptes den 7 december 2006 i Japan. I Europa släpptes spelet den 24 augusti 2007 och i USA den 28 augusti 2007.

## Handling
Spelet handlar om Shu och hans vänner (Jiro, Kluke, Zola och Marumaro) när de reser över hela världen för att ta itu med den onda härskaren Nene som plundrar små fridfulla byar med sitt luftskepp.